# Maria Aleksandrovna van Rusland
Maria Aleksandrovna van Rusland (Russisch: Мария Александровна Рома́новa) (Tsarskoje Selo, 17 oktober 1853 — Zürich, 24 oktober 1920), groothertogin van Rusland, hertogin-gemalin van Saksen-Coburg en Gotha, hertogin van Edinburgh was de dochter van keizer Alexander II van Rusland en keizerin Marie Alexandrovna. Maria trouwde met prins Alfred van het Verenigd Koninkrijk, de zoon van koningin Victoria van het Verenigd Koninkrijk en prins Albert van Saksen-Coburg en Gotha.

## Jeugd
Grootvorstin Maria Aleksandrovna werd op 17 oktober 1853 in de Russische stad Tsarskoje Selo geboren als het zesde kind en de enige levende dochter van tsaar Alexander II van Rusland en Marie van Hessen-Darmstadt, de dochter van groothertog Lodewijk II van Hessen-Darmstadt en Wilhelmina van Baden. Haar vader werd in 1881 gedood door een bomaanslag. Marie Aleksandrovna was de tante van de latere tsaar Nicolaas II, die in 1918 werd vermoord. Haar broer, grootvorst Sergej, kwam in 1905 om het leven tijdens een bomaanslag in Moskou, en een andere broer, grootvorst Paul werd in 1919 doodgeschoten in Sint-Petersburg. Daarnaast had ze nog vier oudere broers: grootvorst Nikolaj (1843-1865), was verloofd met Dagmar van Denemarken, stierf onverwachts in 1865. Grootvorst Aleksandr (1845-1894), huwde met Dagmar van Denemarken (Maria Fjodorovna), werd als Aleksandr III tsaar van Rusland in 1881. Grootvorst Vladimir (1847-1909), huwde met Marie van Mecklenburg-Schwerin. En grootvorst Aleksej (1850-1908). Ook had ze een oudere zus, de jong overleden Alexandra (1842-1849). 

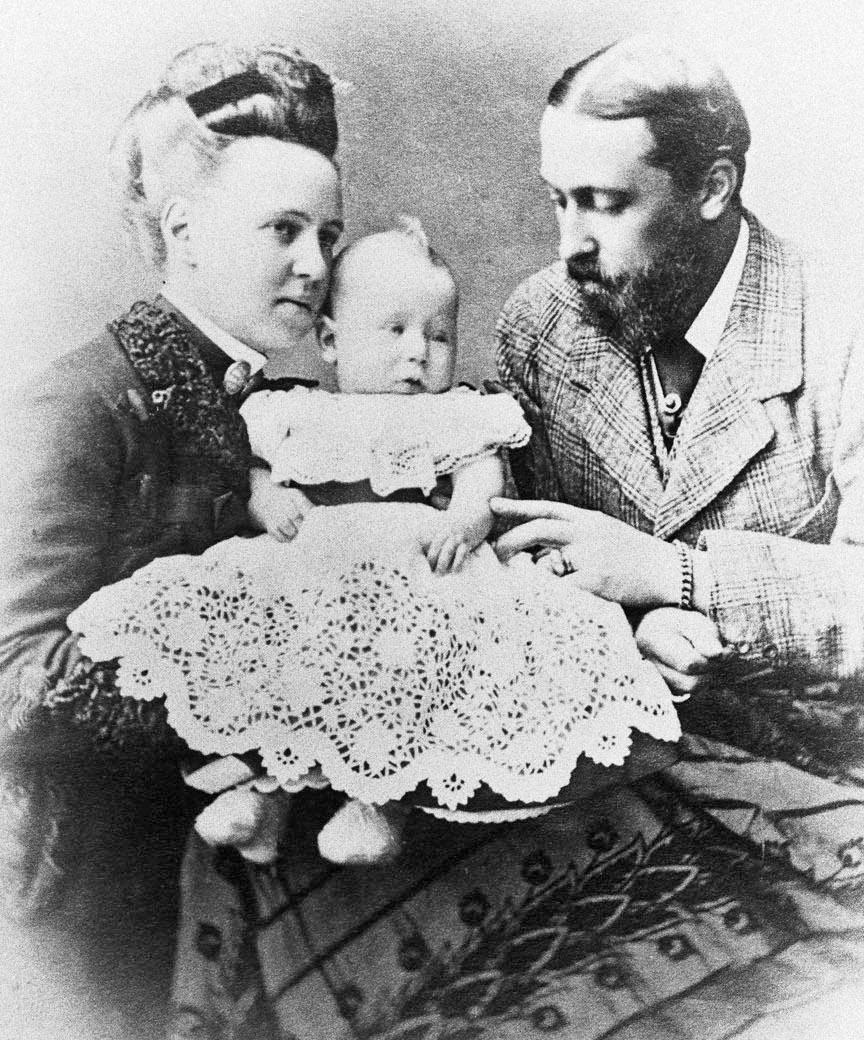
Maria samen met haar man, Alfred, en met hun oudste zoon prins Alfred Jr.

## Huwelijk
Grootvorstin Maria Aleksandrovna trouwde op 23 maart 1874 in het Winterpaleis, Sint-Petersburg, met de marinier Alfred, hertog van Edinburgh, de tweede zoon van koningin Victoria van het Verenigd Koninkrijk. Het was geen gelukkig huwelijk en Maria werd door de Londense society te arrogant bevonden. Bovendien stond Maria's vader erop dat zij niet de titel “Hare Koninklijke Hoogheid de Hertogin van Edinburgh” gebruikte, maar “Hare Keizerlijke Hoogheid de Hertogin van Edinburgh”, en dat zij als dochter van de Russische tsaar hoger in rang werd gerekend dan de toenmalige prinses van Wales, Alexandra van Denemarken. Dit maakte koningin Victoria woedend. Na haar huwelijk werd Maria Aleksandrovna dan ook afwisselend “Hare Koninklijke Hoogheid”, “Hare Koninklijke en Keizerlijke Hoogheid” en “Hare Keizerlijke en Koninklijke Hoogheid” genoemd.

## Hertogin van Saksen-Coburg-Gotha
Toen Alfreds oom, hertog Ernst II van Saksen-Coburg en Gotha, op 2 augustus 1893 kinderloos stierf, kwam het dubbelhertogdom Saksen-Coburg en Gotha aan Alfred toe. Zijn oudere broer Edward had van de troonopvolging afgezien. Alfred trad terug uit de marine, legde zijn lidmaatschap van het Hogerhuis en de Privy Council neer, maar behield zijn Britse ereambten en titels. Hij gaf zijn apanage terug, maar behield de jaarlijkse £10.000 die hij sinds zijn huwelijk ontving om zijn Londense residentie Clarence House te onderhouden. Doordat Alfred de troon van het hertogdom besteeg, kreeg Maria Aleksandrovna de (soevereine) titel “hertogin van Saksen-Coburg-Gotha”, waardoor ze hoger in rang stond dan haar schoonzussen.

## Overlijden
In 1899 raakte de zoon van Marie en Alfred, prins Alfred, betrokken bij een schandaal met zijn minnares, waardoor hij tijdens het vijfentwintigjarige huwelijk van zijn ouders zelfmoord probeerde te plegen. Dit mislukte echter, waarop zijn ouders hem naar het kuuroord in de Oostenrijkse stad Meran stuurde. Daar stierf hij echter twee weken later op 6 juli. 
Een jaar later stierf Alfred aan keelkanker op Schloss Rosenau in Coburg. Hij werd naast zijn zoon bijgezet in het hertogelijke mausoleum buiten Coburg. Alfred werd als hertog van Saksen-Coburg en Gotha opgevolgd door prins Karel Eduard van Saksen-Coburg en Gotha, hertog van Albany, de postume zoon van zijn jongere broer prins Leopold, hertog van Albany, en prinses Helena van Waldeck-Pyrmont (tante van moederszijde van koningin Wilhelmina der Nederlanden).
Maria stierf twintig jaar na haar echtgenoot in Zürich, en werd bijgezet in het hertogelijke mausoleum bij Coburg.

## Kinderen
Maria en Alfred kregen zes kinderen:
- Alfred ("Young Alfie") (1874 – 1899)
- Marie ("Missy") (1875 – 1938), gehuwd met koning Ferdinand I van Roemenië
- Victoria Melita ("Ducky") (1876 – 1936), gehuwd met groothertog Ernst Lodewijk van Hessen-Darmstadt en later met kroonprins Kirill Vladimirovitsj van Rusland
- Alexandra ("Sandra ") (1878 – 1942), gehuwd met prins Ernst zu Hohenlohe-Langenburg
- Doodgeboren dochter (1879)
- Beatrice ("Baby Bee") (1884 – 1966), gehuwd met infante Alfons van Orléans-Bourbon

## Kwartierstaat
| Paul I van Rusland (1754-1801)                   | Paul I van Rusland (1754-1801)                   | Paul I van Rusland (1754-1801)                   | Paul I van Rusland (1754-1801)                   | Paul I van Rusland (1754-1801)                   | Paul I van Rusland (1754-1801)                   | Sophia Dorothea Augusta Louisa van Württemberg (1759-1828) | Sophia Dorothea Augusta Louisa van Württemberg (1759-1828) | Sophia Dorothea Augusta Louisa van Württemberg (1759-1828) | Sophia Dorothea Augusta Louisa van Württemberg (1759-1828) | Sophia Dorothea Augusta Louisa van Württemberg (1759-1828) | Sophia Dorothea Augusta Louisa van Württemberg (1759-1828) |                                       |                                       | Frederik Willem III van Pruisen (1770-1840) | Frederik Willem III van Pruisen (1770-1840) | Frederik Willem III van Pruisen (1770-1840)      | Frederik Willem III van Pruisen (1770-1840)      | Frederik Willem III van Pruisen (1770-1840)      | Frederik Willem III van Pruisen (1770-1840)      | Louise van Mecklenburg-Strelitz (1776-1810)      | Louise van Mecklenburg-Strelitz (1776-1810)      | Louise van Mecklenburg-Strelitz (1776-1810) | Louise van Mecklenburg-Strelitz (1776-1810) | Louise van Mecklenburg-Strelitz (1776-1810)     | Louise van Mecklenburg-Strelitz (1776-1810)     |                                                 |                                                 | Lodewijk I van Hessen-Darmstadt (1753-1830)     | Lodewijk I van Hessen-Darmstadt (1753-1830)     | Lodewijk I van Hessen-Darmstadt (1753-1830) | Lodewijk I van Hessen-Darmstadt (1753-1830) | Lodewijk I van Hessen-Darmstadt (1753-1830)  | Lodewijk I van Hessen-Darmstadt (1753-1830)  | Louise van Hessen-Darmstadt (1761-1829)      | Louise van Hessen-Darmstadt (1761-1829)      | Louise van Hessen-Darmstadt (1761-1829)      | Louise van Hessen-Darmstadt (1761-1829)      | Louise van Hessen-Darmstadt (1761-1829) | Louise van Hessen-Darmstadt (1761-1829) |                                                |                                                | Karel Lodewijk van Baden (1755–1801)           | Karel Lodewijk van Baden (1755–1801)           | Karel Lodewijk van Baden (1755–1801)           | Karel Lodewijk van Baden (1755–1801)           | Karel Lodewijk van Baden (1755–1801) | Karel Lodewijk van Baden (1755–1801) | Amalia van Hessen-Darmstadt (1754–1832)      | Amalia van Hessen-Darmstadt (1754–1832)      | Amalia van Hessen-Darmstadt (1754–1832)      | Amalia van Hessen-Darmstadt (1754–1832)      | Amalia van Hessen-Darmstadt (1754–1832)      | Amalia van Hessen-Darmstadt (1754–1832)      |  |  |  |  |  |  |  |  |  |  |  |  |  |  |  |  |  |  |  |  |  |  |  |  |  |  |  |  |  |  |  |  |  |  |  |  |  |  |  |  |  |  |  |  |  |  |  |  |
| Paul I van Rusland (1754-1801)                   | Paul I van Rusland (1754-1801)                   | Paul I van Rusland (1754-1801)                   | Paul I van Rusland (1754-1801)                   | Paul I van Rusland (1754-1801)                   | Paul I van Rusland (1754-1801)                   | Sophia Dorothea Augusta Louisa van Württemberg (1759-1828) | Sophia Dorothea Augusta Louisa van Württemberg (1759-1828) | Sophia Dorothea Augusta Louisa van Württemberg (1759-1828) | Sophia Dorothea Augusta Louisa van Württemberg (1759-1828) | Sophia Dorothea Augusta Louisa van Württemberg (1759-1828) | Sophia Dorothea Augusta Louisa van Württemberg (1759-1828) |                                       |                                       | Frederik Willem III van Pruisen (1770-1840) | Frederik Willem III van Pruisen (1770-1840) | Frederik Willem III van Pruisen (1770-1840)      | Frederik Willem III van Pruisen (1770-1840)      | Frederik Willem III van Pruisen (1770-1840)      | Frederik Willem III van Pruisen (1770-1840)      | Louise van Mecklenburg-Strelitz (1776-1810)      | Louise van Mecklenburg-Strelitz (1776-1810)      | Louise van Mecklenburg-Strelitz (1776-1810) | Louise van Mecklenburg-Strelitz (1776-1810) | Louise van Mecklenburg-Strelitz (1776-1810)     | Louise van Mecklenburg-Strelitz (1776-1810)     |                                                 |                                                 | Lodewijk I van Hessen-Darmstadt (1753-1830)     | Lodewijk I van Hessen-Darmstadt (1753-1830)     | Lodewijk I van Hessen-Darmstadt (1753-1830) | Lodewijk I van Hessen-Darmstadt (1753-1830) | Lodewijk I van Hessen-Darmstadt (1753-1830)  | Lodewijk I van Hessen-Darmstadt (1753-1830)  | Louise van Hessen-Darmstadt (1761-1829)      | Louise van Hessen-Darmstadt (1761-1829)      | Louise van Hessen-Darmstadt (1761-1829)      | Louise van Hessen-Darmstadt (1761-1829)      | Louise van Hessen-Darmstadt (1761-1829) | Louise van Hessen-Darmstadt (1761-1829) |                                                |                                                | Karel Lodewijk van Baden (1755–1801)           | Karel Lodewijk van Baden (1755–1801)           | Karel Lodewijk van Baden (1755–1801)           | Karel Lodewijk van Baden (1755–1801)           | Karel Lodewijk van Baden (1755–1801) | Karel Lodewijk van Baden (1755–1801) | Amalia van Hessen-Darmstadt (1754–1832)      | Amalia van Hessen-Darmstadt (1754–1832)      | Amalia van Hessen-Darmstadt (1754–1832)      | Amalia van Hessen-Darmstadt (1754–1832)      | Amalia van Hessen-Darmstadt (1754–1832)      | Amalia van Hessen-Darmstadt (1754–1832)      |  |  |  |  |  |  |  |  |  |  |  |  |  |  |  |  |  |  |  |  |  |  |  |  |  |  |  |  |  |  |  |  |  |  |  |  |  |  |  |  |  |  |  |  |  |  |  |  |
|                                                  |                                                  |                                                  |                                                  |                                                  |                                                  |                                                            |                                                            |                                                            |                                                            |                                                            |                                                            |                                       |                                       |                                             |                                             |                                                  |                                                  |                                                  |                                                  |                                                  |                                                  |                                             |                                             |                                                 |                                                 |                                                 |                                                 |                                                 |                                                 |                                             |                                             |                                              |                                              |                                              |                                              |                                              |                                              |                                         |                                         |                                                |                                                |                                                |                                                |                                                |                                                |                                      |                                      |                                              |                                              |                                              |                                              |                                              |                                              |  |  |  |  |  |  |  |  |  |  |  |  |  |  |  |  |  |  |  |  |  |  |  |  |  |  |  |  |  |  |  |  |  |  |  |  |  |  |  |  |  |  |  |  |  |  |  |  |
|                                                  |                                                  |                                                  |                                                  | Nicolaas I van Rusland (1796–1855)               | Nicolaas I van Rusland (1796–1855)               | Nicolaas I van Rusland (1796–1855)                         | Nicolaas I van Rusland (1796–1855)                         | Nicolaas I van Rusland (1796–1855)                         | Nicolaas I van Rusland (1796–1855)                         |                                                            |                                                            |                                       |                                       |                                             |                                             | Charlotte van Pruisen (1798-1860)                | Charlotte van Pruisen (1798-1860)                | Charlotte van Pruisen (1798-1860)                | Charlotte van Pruisen (1798-1860)                | Charlotte van Pruisen (1798-1860)                | Charlotte van Pruisen (1798-1860)                |                                             |                                             |                                                 |                                                 |                                                 |                                                 |                                                 |                                                 |                                             |                                             | Lodewijk II van Hessen-Darmstadt (1777-1848) | Lodewijk II van Hessen-Darmstadt (1777-1848) | Lodewijk II van Hessen-Darmstadt (1777-1848) | Lodewijk II van Hessen-Darmstadt (1777-1848) | Lodewijk II van Hessen-Darmstadt (1777-1848) | Lodewijk II van Hessen-Darmstadt (1777-1848) |                                         |                                         |                                                |                                                |                                                |                                                | Wilhelmina van Baden (1788-1836)               | Wilhelmina van Baden (1788-1836)               | Wilhelmina van Baden (1788-1836)     | Wilhelmina van Baden (1788-1836)     | Wilhelmina van Baden (1788-1836)             | Wilhelmina van Baden (1788-1836)             |                                              |                                              |                                              |                                              |  |  |  |  |  |  |  |  |  |  |  |  |  |  |  |  |  |  |  |  |  |  |  |  |  |  |  |  |  |  |  |  |  |  |  |  |  |  |  |  |  |  |  |  |  |  |  |  |
|                                                  |                                                  |                                                  |                                                  | Nicolaas I van Rusland (1796–1855)               | Nicolaas I van Rusland (1796–1855)               | Nicolaas I van Rusland (1796–1855)                         | Nicolaas I van Rusland (1796–1855)                         | Nicolaas I van Rusland (1796–1855)                         | Nicolaas I van Rusland (1796–1855)                         |                                                            |                                                            |                                       |                                       |                                             |                                             | Charlotte van Pruisen (1798-1860)                | Charlotte van Pruisen (1798-1860)                | Charlotte van Pruisen (1798-1860)                | Charlotte van Pruisen (1798-1860)                | Charlotte van Pruisen (1798-1860)                | Charlotte van Pruisen (1798-1860)                |                                             |                                             |                                                 |                                                 |                                                 |                                                 |                                                 |                                                 |                                             |                                             | Lodewijk II van Hessen-Darmstadt (1777-1848) | Lodewijk II van Hessen-Darmstadt (1777-1848) | Lodewijk II van Hessen-Darmstadt (1777-1848) | Lodewijk II van Hessen-Darmstadt (1777-1848) | Lodewijk II van Hessen-Darmstadt (1777-1848) | Lodewijk II van Hessen-Darmstadt (1777-1848) |                                         |                                         |                                                |                                                |                                                |                                                | Wilhelmina van Baden (1788-1836)               | Wilhelmina van Baden (1788-1836)               | Wilhelmina van Baden (1788-1836)     | Wilhelmina van Baden (1788-1836)     | Wilhelmina van Baden (1788-1836)             | Wilhelmina van Baden (1788-1836)             |                                              |                                              |                                              |                                              |  |  |  |  |  |  |  |  |  |  |  |  |  |  |  |  |  |  |  |  |  |  |  |  |  |  |  |  |  |  |  |  |  |  |  |  |  |  |  |  |  |  |  |  |  |  |  |  |
|                                                  |                                                  |                                                  |                                                  |                                                  |                                                  |                                                            |                                                            |                                                            |                                                            | Alexander II van Rusland (1818–1881)                       | Alexander II van Rusland (1818–1881)                       | Alexander II van Rusland (1818–1881)  | Alexander II van Rusland (1818–1881)  | Alexander II van Rusland (1818–1881)        | Alexander II van Rusland (1818–1881)        |                                                  |                                                  |                                                  |                                                  |                                                  |                                                  |                                             |                                             |                                                 |                                                 |                                                 |                                                 |                                                 |                                                 |                                             |                                             |                                              |                                              |                                              |                                              |                                              |                                              | Marie van Hessen-Darmstadt (1824-1880)  | Marie van Hessen-Darmstadt (1824-1880)  | Marie van Hessen-Darmstadt (1824-1880)         | Marie van Hessen-Darmstadt (1824-1880)         | Marie van Hessen-Darmstadt (1824-1880)         | Marie van Hessen-Darmstadt (1824-1880)         |                                                |                                                |                                      |                                      |                                              |                                              |                                              |                                              |                                              |                                              |  |  |  |  |  |  |  |  |  |  |  |  |  |  |  |  |  |  |  |  |  |  |  |  |  |  |  |  |  |  |  |  |  |  |  |  |  |  |  |  |  |  |  |  |  |  |  |  |
|                                                  |                                                  |                                                  |                                                  |                                                  |                                                  |                                                            |                                                            |                                                            |                                                            | Alexander II van Rusland (1818–1881)                       | Alexander II van Rusland (1818–1881)                       | Alexander II van Rusland (1818–1881)  | Alexander II van Rusland (1818–1881)  | Alexander II van Rusland (1818–1881)        | Alexander II van Rusland (1818–1881)        |                                                  |                                                  |                                                  |                                                  |                                                  |                                                  |                                             |                                             |                                                 |                                                 |                                                 |                                                 |                                                 |                                                 |                                             |                                             |                                              |                                              |                                              |                                              |                                              |                                              | Marie van Hessen-Darmstadt (1824-1880)  | Marie van Hessen-Darmstadt (1824-1880)  | Marie van Hessen-Darmstadt (1824-1880)         | Marie van Hessen-Darmstadt (1824-1880)         | Marie van Hessen-Darmstadt (1824-1880)         | Marie van Hessen-Darmstadt (1824-1880)         |                                                |                                                |                                      |                                      |                                              |                                              |                                              |                                              |                                              |                                              |  |  |  |  |  |  |  |  |  |  |  |  |  |  |  |  |  |  |  |  |  |  |  |  |  |  |  |  |  |  |  |  |  |  |  |  |  |  |  |  |  |  |  |  |  |  |  |  |
|                                                  |                                                  |                                                  |                                                  |                                                  |                                                  |                                                            |                                                            |                                                            |                                                            |                                                            |                                                            |                                       |                                       |                                             |                                             |                                                  |                                                  |                                                  |                                                  |                                                  |                                                  |                                             |                                             |                                                 |                                                 |                                                 |                                                 |                                                 |                                                 |                                             |                                             |                                              |                                              |                                              |                                              |                                              |                                              |                                         |                                         |                                                |                                                |                                                |                                                |                                                |                                                |                                      |                                      |                                              |                                              |                                              |                                              |                                              |                                              |  |  |  |  |  |  |  |  |  |  |  |  |  |  |  |  |  |  |  |  |  |  |  |  |  |  |  |  |  |  |  |  |  |  |  |  |  |  |  |  |  |  |  |  |  |  |  |  |
|                                                  |                                                  |                                                  |                                                  |                                                  |                                                  |                                                            |                                                            |                                                            |                                                            |                                                            |                                                            |                                       |                                       |                                             |                                             |                                                  |                                                  |                                                  |                                                  |                                                  |                                                  |                                             |                                             |                                                 |                                                 |                                                 |                                                 |                                                 |                                                 |                                             |                                             |                                              |                                              |                                              |                                              |                                              |                                              |                                         |                                         |                                                |                                                |                                                |                                                |                                                |                                                |                                      |                                      |                                              |                                              |                                              |                                              |                                              |                                              |  |  |  |  |  |  |  |  |  |  |  |  |  |  |  |  |  |  |  |  |  |  |  |  |  |  |  |  |  |  |  |  |  |  |  |  |  |  |  |  |  |  |  |  |  |  |  |  |
| Nicolaas Aleksandrovitsj van Rusland (1843-1865) | Nicolaas Aleksandrovitsj van Rusland (1843-1865) | Nicolaas Aleksandrovitsj van Rusland (1843-1865) | Nicolaas Aleksandrovitsj van Rusland (1843-1865) | Nicolaas Aleksandrovitsj van Rusland (1843-1865) | Nicolaas Aleksandrovitsj van Rusland (1843-1865) |                                                            |                                                            | Alexander III van Rusland (1845–1894)                      | Alexander III van Rusland (1845–1894)                      | Alexander III van Rusland (1845–1894)                      | Alexander III van Rusland (1845–1894)                      | Alexander III van Rusland (1845–1894) | Alexander III van Rusland (1845–1894) |                                             |                                             | Vladimir Aleksandrovitsj van Rusland (1847-1909) | Vladimir Aleksandrovitsj van Rusland (1847-1909) | Vladimir Aleksandrovitsj van Rusland (1847-1909) | Vladimir Aleksandrovitsj van Rusland (1847-1909) | Vladimir Aleksandrovitsj van Rusland (1847-1909) | Vladimir Aleksandrovitsj van Rusland (1847-1909) |                                             |                                             | Aleksej Aleksandrovitsj van Rusland (1850-1908) | Aleksej Aleksandrovitsj van Rusland (1850-1908) | Aleksej Aleksandrovitsj van Rusland (1850-1908) | Aleksej Aleksandrovitsj van Rusland (1850-1908) | Aleksej Aleksandrovitsj van Rusland (1850-1908) | Aleksej Aleksandrovitsj van Rusland (1850-1908) |                                             |                                             | Maria Aleksandrovna van Rusland (1853-1920)  | Maria Aleksandrovna van Rusland (1853-1920)  | Maria Aleksandrovna van Rusland (1853-1920)  | Maria Aleksandrovna van Rusland (1853-1920)  | Maria Aleksandrovna van Rusland (1853-1920)  | Maria Aleksandrovna van Rusland (1853-1920)  |                                         |                                         | Sergej Aleksandrovitsj van Rusland (1857-1905) | Sergej Aleksandrovitsj van Rusland (1857-1905) | Sergej Aleksandrovitsj van Rusland (1857-1905) | Sergej Aleksandrovitsj van Rusland (1857-1905) | Sergej Aleksandrovitsj van Rusland (1857-1905) | Sergej Aleksandrovitsj van Rusland (1857-1905) |                                      |                                      | Paul Aleksandrovitsj van Rusland (1860-1919) | Paul Aleksandrovitsj van Rusland (1860-1919) | Paul Aleksandrovitsj van Rusland (1860-1919) | Paul Aleksandrovitsj van Rusland (1860-1919) | Paul Aleksandrovitsj van Rusland (1860-1919) | Paul Aleksandrovitsj van Rusland (1860-1919) |  |  |  |  |  |  |  |  |  |  |  |  |  |  |  |  |  |  |  |  |  |  |  |  |  |  |  |  |  |  |  |  |  |  |  |  |  |  |  |  |  |  |  |  |  |  |  |  |

## Titels
De volgende titels heeft Maria Aleksandrovna gedragen:
- Hare Keizerlijke Hoogheid Grootvorstin Maria Aleksandrovna van Rusland
- Hare Keizerlijke en Koninklijke Hoogheid Hertogin van Edinburgh / Hare Koninklijke en Keizerlijke Hoogheid Hertogin van Edinburgh / Hare Koninklijke Hoogheid Hertogin van Edinburgh
- Hare Keizerlijke en Koninklijke Hoogheid Hertogin van Saksen-Coburg en Gotha
- Hare Keizerlijke en Koninklijke Hoogheid Douairière Hertogin van Saksen-Coburg en Gotha